# Бођешти (Васлуј)
Бођешти (рум. Bogești) насеље је у Румунији у округу Васлуј у општини Погана. Oпштина се налази на надморској висини од 116 m.

## Становништво
Према подацима из 2002. године у насељу је живело 811 становника, од којих су сви румунске националности.